# HMS Peterhead (J59)
Le HMS Peterhead (pennant number J59) est un dragueur de mines de la Classe Bangor lancé pour la Royal Navy (RN) et qui a servi pendant la Seconde Guerre mondiale.

## Conception
Le Peterhead est commandé dans le cadre du programme de la classe Bangor de 1939-40 pour le chantier naval de Blyth Shipbuilding & Dry Docks Company Ltd à Blyth dans le Comté de Northumberland en Angleterre. La pose de la quille est effectuée le 15 février 1940, le Peterhead est lancé le 31 octobre 1940 et mis en service le 11 septembre 1941.
La classe Bangor doit initialement être un modèle réduit de dragueur de mines de la classe Halcyon au service de la Royal Navy,. La propulsion de ces navires est assurée par 3 types de motorisation: moteur diesel, moteur à vapeur à pistons double ou triple expansions et turbine à vapeur. Cependant, en raison de la difficulté à se procurer des moteurs diesel, la version diesel a été réalisée en petit nombre.
Les dragueurs de mines de classe Bangor version anglaise à moteur alternatif à vapeur déplacent 684 tonnes en charge normale. Afin de pouvoir loger les chaufferies, ce navire possède des dimensions plus grandes que les premières versions à moteur diesel avec une longueur totale de 58 mètres LHT, une largeur de 8,69 mètres et un tirant d'eau de 3,2 mètres. Ce navire est propulsé par 2 moteurs alternatifs verticaux à triple expansions alimentés par 2 chaudières à tubes d'eau à 3 tambours Admiralty et entraînant deux arbres d'hélices. Les moteurs développent une puissance de 2 400 chevaux-vapeur (1 790 kW) et atteignent une vitesse maximale de 16 nœuds (30 km/h). Le dragueur de mines peut transporter un maximum de 163 tonnes de fioul qui lui donne un rayon d'action de 2 800 milles nautiques (5 200 kilomètres) à 10 nœuds (19 km/h).
Leur manque de taille donne aux navires de cette classe de faibles capacités de manœuvre en mer, qui seraient même pires que celles des corvettes de la classe Flower. Les versions à moteur diesel sont considérées comme ayant de moins bonnes caractéristiques de maniabilité que les variantes à moteur alternatif à faible vitesse. Leur faible tirant d'eau les rend instables et leurs coques courtes ont tendance à enfourner la proue lorsqu'ils sont utilisés en mer de face.
Les navires de la classe Bangor sont également considérés comme exiguës pour les membres d'équipage, entassant plus de 60 officiers et matelots dans un navire initialement prévu pour un total de 40 hommes.
Les Bangors équipés de moteur à vapeur à pistons double ou triple expansions sont armés d'un canon anti-aérien QF de 12 livres (7,62 cm) et d'un canon AA QF de 2 livres (4 cm) ou d'un quadruple affût pour la mitrailleuse Vickers .50. Sur certains navires, le canon de 2 livres est remplacé par un canon AA Oerlikon de 20 mm simple ou double, tandis que la plupart des navires sont équipés de quatre affûts Oerlikon simples supplémentaires au cours de la guerre. Pour les missions d'escortes, leur équipement de dragage de mines peuvent être échangé contre une quarantaine de grenades sous-marines.

## Histoire

### Seconde Guerre mondiale
Le 25 février 1942, le Peterhead escorte le sous-marin de classe S HMS Seawolf qui a quitté Holy Loch pour Lerwick.
Le 27 février 1942, le Peterhead escorte le sous-marin de classe T HMS Tuna qui a quitté Lerwick for Holy Loch.
Le 16 janvier 1944, le Peterhead participe à des exercices de lutte anti-sous-marine sous la conduite du sous-marin de classe River HMS Clyde au large de Plymouth accompagné de son sister ship HMS Blyth. Le lendemain, ils sont rejoints par les destroyers d'escorte de la classe Hunt HMS Melbreak et HMS Tanatside pour la poursuite de ces exercices.
Le Peterhead prend part à l'opération Neptune, la phase d'assaut du débarquement de Normandie et percute une mine au large d'Utah Beach le 8 juin 1944. Son commandant, le lieuteant Commander David Croom-Johnson reçoit la Distinguished Service Cross (DSC - Croix du service distingué) pour le travail du Peterhead dans l'opération Neptune.
Le 16 février 1945, le Peterhead escorte les sous-marins HMS Unruly et HMS Unsparing qui ont quitté Rothesay pour Tobermory. Les 2 sous-marins arrivent à bon port le même jour.
Le 17 février 1945, les sous-marins HMS Unshaken et HMS Vulpine quittent Tobermory pour Rothesay. Ils sont escortés par le Peterhead. Cependant, le Peterhead s'échoue peu après avoir quitté Tobermory et les deux sous-marins retournent à Tobermory. 3 jours plus tard, le 20 février 1945, le Unshaken et le Vulpine quittent Tobermory pour Rothesay où ils arrivent le même jour, escortés par le Peterhead.
Au cours du mois de juin 1945, le Peterhead prend part à plusieurs exercices de lutte anti-sous-marines sous la conduite respective des sous-marins HMS Truant, HMS Safari et HMS Tuna.
Le Peterhead est mis en réserve le 24 août 1945, et est vendu à la casse le 1er janvier 1948. Il est démantelé par Hayes à Pembroke, en mai 1948.

### Participation auxconvois
Le Peterhead a navigué avec les convois suivants au cours de sa carrière:
1. Convoi WP 235

### Commandement
- Lieutenant (Lt.) William Kilvington Tadman (RNR) du 1er janvier 1941 au 11 mars 1943
- Lieutenant (Lt.) David Powell Croom-Johnson (RNVR) du 11 mars 1943 à mars 1945
- T/A/Lieutenant Commander (T/A/Lt.Cdr.) Sidney Thomas Wenlock (RNR) de mai 1945 au 24 août 1945

Notes:
RNR: Royal Naval Reserve
RNVR: Royal Naval Volunteer Reserve